# 土库曼斯坦中央银行
土库曼斯坦中央银行 （英語：Central Bank of Turkmenistan，简称CBT），成立于1991年，系土库曼斯坦之中央銀行，是土库曼马纳特的发钞行。其总部位于阿什哈巴德。

## 历史

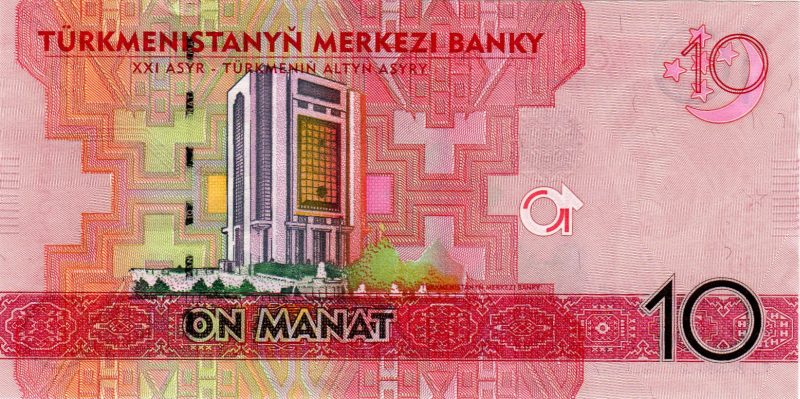
以土库曼中央银行为主图的10马纳特

1991年10月土库曼斯坦宣布从苏联独立，两年后于1993年11月1日，开始发行第一套货币1993年版土库曼马纳特。后来在2005年，发行新的第二套2005年版货币。

2008年5月1日，中央银行对土库曼马纳特兑美元实现单一汇率，以促进外贸增长。不久后在2009年，土库曼斯坦对货币进行改值，推出新的第三套2009年版货币。具体措施是5000旧马纳特改值为新1马纳特。

2011年4月4日，土库曼斯坦颁布了旨在发展强化其国内银行系统的《中央银行法》，该法明确以法律形式规定了中央银行活动、组织和经济的基础。

2012年，土库曼斯坦再度发行第三套新的2012年版货币，以取代新的2009版的相应货币，2009版货币将逐渐被回收并退出流通。在2013年11月，中央银行发行“马纳特流通20周年”纪念金银币。

## 目标与职能

### 目标
- 维护土库曼马纳特的购买力以及稳定；
- 开发及强化土库曼斯坦的银行系统；

### 职能
- 建立必要的法律条件和保证土库曼斯坦的银行体系稳定运行；
- 发布实施货币政策；
- 发行货币并组织其流通；
- 确保支付系统有效运作；
- 监管商业银行以及金融机构；
- 维持物价稳定；
- 保护债权人和信贷机构的存款人的利益；
- 对犯罪和恐怖主义的募集资金依照法律充公；
- 管理外汇储备；